# Три дні на роздуми
«Три дні на роздуми» (латис. «Trīs dienas pārdomām») — радянський телевізійний двосерійний художній фільм режисера Роланда Калниньша, знятий на Ризькій кіностудії у 1980 році по детективного роману Андріса Колбергса «Кримінальна справа на три дні». Прем'єра фільму відбулася на Центральному телебаченні 12 серпня 1982 року.

## Сюжет
У Ризі скоєно напад на інкасаторів. Міліція, опитавши очевидців, швидко вийшла на слід передбачуваних злочинців. Ними виявилися якийсь Дуршіс, який нещодавно звільнився з місць позбавлення волі, і шофер таксі Рімша. Полковник Ульф, який очолює розслідування злочину, не поділяє впевненості колег у винуватості цих людей. Він також виявляє, що слід придивитися до свідка, який упізнав в нападниках Дуршіса. Як з'ясувалося, свідок направив слідство по хибному сліду. Після виявлення трупа таксиста Рімши підозрюваним стає студент останнього курсу Хуго Лінгерманіс, коханець дружини Рімши. Скоро полковник Ульф відтворює картину злочину. Батько Хуго, великий валютник, заповідав синові стягнути великий борг зі свого спільника Козінда, а той, не маючи можливості віддати гроші, придумав хитромудрий план нападу на інкасаторів. Для перевезення інкасаторами грошей банк орендував у таксопарку автомобіль. Козінд вбив таксиста Рімшу, свого сусіда, а потім, надівши куртку і кепку Рімши, приклеївши собі «бакенбарди» (ставши, таким чином, схожим на нього), сів за кермо його машини та повіз двох інкасаторів за виручкою промтоварного магазину. Хуго Лінгерманіс, який погодився брати участь в злочині, вдарив по голові інкасатора в торговому залі магазину і заволодів інкасаторськими сумками, після чого Козінд оглушив інкасатора, який залишався в машині. Козінд не хоче віддавати Хуго належні тому гроші й врешті-решт вбиває його. Тепер, як він вважає, щоб остаточно замести сліди, йому залишається знайти лист старого Лінгерманіса синові, оскільки з листа ясно, хто він такий.

## У ролях
- Вітаутас Томкус —  Конрад Ульф, полковник міліції
- Агріс Розенбах —  Юріс Гаранч, капітан міліції
- Харійс Спановскіс —  Алвіс Грауд, лейтенант міліції
- Ніна Старовойтенко —  Неллі Рімша
- Віра Шнейдере —  Марта, сусідка Неллі
- Олексій Михайлов —  Ян Янович Голубовський, свідок
- Євген Іваничев —  Антон Козінд, другий чоловік Марти, водій самоскида
- Улдіс Думпіс —  Ернас Дуршіс
- Едгарс Лієпіньш —  годинникар, завідувач годинникової майстерні, де працює Дуршіс
- Едуардс Павулс —  сусід Дуршіса по комуналці
- Арійс Гейкінс —  товариш по чарці
- Гіртс Яковлевс —  Ерік, генерал-майор міліції
- Арніс Ліцитіс —  вертолітник, капітан міліції
- Гундарс Скрастіньш —  Хуго Робертович Лінгерманіс, коханець Неллі
- Володимир Жук —  замміністра МВС
- Ілзе Плявіня —  Івета

## Знімальна група
- Автори сценарію: Андрейс Скайліс, Андріс Колбергс
- Режисер-постановник: Роланд Калниньш
- Оператор-постановник: Мікс Звірбуліс
- Композитор: Юріс Карлсонс
- Художник-постановник: Андріс Меркманіс